# Red Rabbit
Red Rabbit (Red Rabbit) est un roman d'espionnage de l'écrivain américain Tom Clancy, paru en 2002 aux États-Unis. C'est le onzième roman de l'auteur où apparait le personnage de Jack Ryan, bien que le roman est situé chronologiquement en troisième position dans la saga Ryan. 
Il est traduit en français par Jean Bonnefoy et publié, en deux tomes, aux Éditions Albin Michel en octobre 2003.

## Résumé
Début des années 80, le pape Jean-Paul II, d'origine polonaise, se révolte contre le sort réservé à son pays par l'Union des républiques socialistes soviétiques. Il projette de démissionner et de regagner son pays. 
Le politburo soviétique voit d'un très mauvais œil cette décision à l'heure où sa position est affaiblie et où les syndicats polonais commencent à se révolter contre la présence soviétique. Il est décidé, sur proposition du chef du KGB, Iouri Andropov, de faire assassiner le chef de l'Église catholique via les services secrets bulgares Darzjavna Sigurnost, par un assassin turc qui serait lui-même éliminé après l'assassinat. 
Un des membres du service des transmissions du service secret soviétique, Oleg Zaïtzev, apprenant ce qui se trame et se rendant compte des faiblesses du régime socialiste, a des problèmes de conscience et décide d’empêcher l’assassinat du Pape. Pour ce faire, il décide de balancer l'opération aux puissances occidentales en prenant contact avec Ed et Mary Pat Foley, un couple d'agents de la CIA en poste à Moscou, à condition toutefois de le faire quitter le territoire soviétique ainsi que sa famille.
Jack Ryan et sa famille vivent dans leur nouvelle maison près de Londres, il travaille pour la CIA et a été envoyé au service de renseignement britannique des affaires étrangères (SIS) comme analyste. La CIA demande de l'aide à ses "cousins" britanniques pour monter une opération consistant à faire sortir Zaïtzev et sa famille hors du territoire soviétique, tout en faisant croire que ceux-ci ont été tués dans un accident. Les supérieurs de Ryan lui demandent de se rendre en tant qu'observateur à Budapest, où le SIS fera sortir le transfuge, surnommé « le lapin ».
Le SIS parvient à faire sortir Zaïtzev et sa famille hors du territoire soviétique. Une fois en sécurité en Angleterre, le transfuge parle du projet d'assassinat du Pape et les renseigne sur diverses taupes infiltrées au sein des gouvernements et renseignements britanniques et américains. Se basant sur les renseignements du lapin, un homme, le Colonel Strokov est désigné comme le possible assassin.
Jack Ryan et d'autres agents du SIS sont envoyés au Vatican afin d'essayer d’empêcher l'assassinat. Ryan réussit à repérer Strokov dans la foule de la place Saint-Pierre lors d'une apparition du Pape et l'arrête; cependant il ne parvient pas à empêcher que l’assassin turc tire et blesse le Pape (voir la tentative d'assassinat de Jean-Paul II du 13 mai 1981).

## Critiques
Cet ouvrage inspiré de la tentative d'assassinat de Jean-Paul II du 13 mai 1981 a reçu un accueil mitigé de la critique, qui reproche à l'auteur le manque de relief de l'intrigue, et la lenteur du déroulement de l'action. Certains lecteurs, par contre, vantent la crédibilité de l'ouvrage.